# Blomkest
La ville de Blomkest est située dans le comté de Kandiyohi, dans l’État du Minnesota, aux États-Unis. Sa population s’élevait à 157 habitants lors du recensement de 2010, estimée à 158 habitants en 2017.

## Référence
1. ↑  (en) « Population and Housing Unit Estimates » (consulté le 24 mars 2018)
2. ↑  (en) « Census of Population and Housing », Census.gov (consulté le 4 juin 2015)